# Barca (Eritrea)
Bárca, è stata una  provincia dell'Eritrea fino al 1996, quando il nuovo governo indipendente dell'Eritrea riorganizzò tutte le province in sei regioni e Bárca venne divisa in quelle che oggi sono le regioni del Gasc-Barca e di Anseba. La sua capitale era Agordat.